# Josh Morrissey
Joshua T. Morrissey (ur. 28 marca 1995 w Calgary) – kanadyjski hokeista, gracz ligi NHL, reprezentant Kanady.

## Kariera klubowa
- Prince Albert Raiders (20.05.2010 - 3.10.2013)
- Winnipeg Jets (3.10.2013 - 
  -  Prince Albert Raiders (2013 - 2014)
  -  St. John’s IceCaps (2014)
  -  Kelowna Rockets (2014 - 2015)
  -  Manitoba Moose (2015 - 2016)

## Kariera reprezentacyjna
- Reprezentant Kanady na MŚJ U-18 w 2012
- Reprezentant Kanady na MŚJ U-18 w 2013
- Reprezentant Kanady na  MŚJ U-20 w 2014
- Reprezentant Kanady na  MŚJ U-20 w 2015
- Reprezentant Kanady na MŚ w 2017

## Sukcesy
Reprezentacyjne
- Brązowy medal z reprezentacją Kanady na MŚJ U-18 w 2012
- Złoty medal z reprezentacją Kanady na MŚJ U-18 w 2013
- Złoty medal z reprezentacją Kanady na  MŚJ U-20 w 2015
- Srebrny medal z reprezentacją Kanady na MŚ w 2017